# Ebenberg
Der Ebenberg ist eine 160 m hohe Erhebung im Süden der Stadt Landau in der Pfalz. Im Osten wird er durch die Pfälzische Maximiliansbahn begrenzt, im Süden durch die Bundesstraße 38 und im Norden durch den Birnbach.

## Geschichte
1828 war diese Erhebung – damals noch eine 25 ha große Weidefläche – im Besitz des Militärs. Nach dem Zweiten Weltkrieg wurde das auf 230 Hektar ausgebaute Gelände von französischen Streitkräften als Truppenübungsplatz genutzt. Bis 1983 befand sich dort auch eine Nike-Flugabwehrstellung, welche dann zu einer Patriot-Flugabwehrstellung umgebaut wurde, die bis 1994 in Nutzung war.

## Segelfluggelände Landau-Ebenberg
Auf dem Ebenberg befindet sich das Segelfluggelände Landau-Ebenberg.

## Naturschutzgebiet
Das „Naturschutzgebiet Ebenberg“ (NSG-7313-200) hat eine Größe von 217,55 ha. Die Unterschutzstellung erfolgte am 3. November 1999 durch die Bezirksregierung Rheinhessen-Pfalz.
Der Schutzzweck ist „die Erhaltung und Entwicklung des Ebenberges als naturnahen Bereich, insbesondere von großflächigen naturnahen Offenlandbereichen mit Magerrasen, Halbtrockenrasen, standortheimischen Gebüschen, Hecken, Feldgehölzen, Baumgruppen und Einzelbäumen und von Bereichen, die sich natürlich entwickeln, sowie die naturnahe Entwicklung der Waldbestände als Standorte von wildwachsenden Pflanzen und Pflanzengesellschaften, die für diese Biotoptypen charakteristisch, selten oder gefährdet sind, und als Lebens-, Teillebens- und Rückzugsraum an diese Biotoptypen gebundener, seltener oder in ihrem Bestand bedrohter wildlebender Tierarten insbesondere von seltenen Vogelarten und Fledermäusen sowie wegen ihrer besonderen Eigenart, hervorragenden Schönheit und wegen der Seltenheit naturnaher Bereiche auf Lößstandorten“. Die Verwaltung des Naturschutzgebiets erfolgt durch die DBU Naturerbe GmbH.